# Provinz Cañete
Die Provinz Cañete ist eine von neun Provinzen der Region Lima an der pazifischen Küste von Peru. Die Provinz hat eine Fläche von 4580,64 km². Die Einwohnerzahl lag im Jahr 2017 bei 240.013. Im Jahr 1993 lag diese noch bei 152.378, im Jahr 2007 bei 200.662. Sitz der Verwaltung ist San Vicente de Cañete.

## Geographische Lage
Die Provinz Cañete liegt etwa 95 km südsüdöstlich der Landeshauptstadt Lima. Sie reicht von der im Westen gelegenen Pazifikküste bis zu 50 km ins Landesinnere. Entlang der Küste verläuft die aride und zum Teil wüstenhafte Küstenebene. Drei größere Flüsse durchfließen die Provinz und münden ins Meer: Río Mala, Río Omas und Río Cañete. Im Osten reicht die Provinz bis zu den Vorbergen der peruanischen Westkordillere. Die Provinz Cañete grenzt im Norden an die Provinzen Lima und Huarochirí, im Osten an die Provinz Yauyos sowie im Süden an die Provinz Chincha und die Ica.

## Cañete, Wiege und Hauptstadt der "Schwarzen Kunst"
Cañete befindet sich eineinhalb Stunden südlich von Lima. Cañete, das für viele mit „Schwarzer Kunst“ gleichzusetzen ist, ist eine der größten Ansiedlungen dunkelhäutiger Bevölkerung des Landes. Ein Beispiel hierfür ist das sehr belebte Festival de Arte Negro („Fest der Schwarzen Kunst“), das sich wie alle Jahre im August anlässlich der Semana de Cañete („Woche von Cañete“) ereignet.
Das kreative Wissen im Bereich der "Schwarzen Kunst" ist in Cañete so umfassend, dass die Provinzregierung von Cañete 1990 das Ministerium für Industrie, Tourismus und Integration bat, Cañete als „Wiege und Hauptstadt der peruanischen Schwarzen Kunst“ anzuerkennen.

## Verwaltungsgliederung
Die Provinz Cañete besteht aus 16 Distrikten (Distritos). Der Distrikt San Vicente de Cañete ist Sitz der Provinzverwaltung.
| Distrikt              | Verwaltungssitz       |
| --------------------- | --------------------- |
| Asia                  | Asia                  |
| Calango               | Calango               |
| Cerro Azul            | Cerro Azul            |
| Chilca                | Chilca                |
| Coayllo               | Coayllo               |
| Imperial              | Imperial              |
| Lunahuaná             | Lunahuaná             |
| Mala                  | Mala                  |
| Nuevo Imperial        | Nuevo Imperial        |
| Pacarán               | Pacarán               |
| Quilmaná              | Quilmaná              |
| San Antonio           | San Antonio           |
| San Luis              | San Luis de Cañete    |
| San Vicente de Cañete | San Vicente de Cañete |
| Santa Cruz de Flores  | Santa Cruz de Flores  |
| Zúñiga                | Zúñiga                |